# Campeonato Metropolitano de 1967 (Argentina)
O Campeonato Metropolitano de 1967 foi o primeiro dos dois torneios jogados nesse ano, esta competição deu início a trigésima sétima temporada da era profissional da Primeira Divisão do futebol argentino, que foi finalizada com a disputa do Campeonato Nacional no segundo semestre de 1967. O certame foi disputado entre 3 de março e 23 de dezembro de 1967, e foi vencido pelo Estudiantes de La Plata, que sagrou-se campeão argentino pela segunda vez.
A competição foi disputada em dois grupos classificatórios, cada um com a metade das equipes participantes, através do sistema de todos contra todos, além de uma partida inter-zonal por rodada, em dois turnos de ida e volta, e um quadrangular final por eliminação direta, no qual disputara-se as semifinais entre o dois primeiros colocados de cada grupo, e a final entre os respectivos vencedores, em uma única partida em campo neutro.

## Participantes
| Equipe             | Cidade       |
| ------------------ | ------------ |
| Argentinos Juniors | Buenos Aires |
| Atlanta            | Buenos Aires |
| Banfield           | Banfield     |
| Boca Juniors       | Buenos Aires |
| Chacarita Juniors  | Villa Maipú  |
| Colón              | Santa Fé     |
| Deportivo Español  | Buenos Aires |
| Estudiantes        | La Plata     |
| Ferro Carril Oeste | Buenos Aires |
| Gimnasia y Esgrima | La Plata     |
| Huracán            | Buenos Aires |
| Independiente      | Avellaneda   |
| Lanús              | Lanús        |
| Newell's Old Boys  | Rosário      |
| Platense           | Buenos Aires |
| Quilmes            | Quilmes      |
| Racing Club        | Avellaneda   |
| River Plate        | Buenos Aires |
| Rosario Central    | Rosário      |
| San Lorenzo        | Buenos Aires |
| Unión              | Santa Fé     |
| Vélez Sarsfield    | Buenos Aires |

## Premiação
| Campeonato Metropolitano de 1967            |
| ------------------------------------------- |
| Estudiantes de La Plata Campeão (2° título) |

## Goleadores
| Jogador | Jogador            | Gols | Equipe          |
| ------- | ------------------ | ---- | --------------- |
|         | Bernardo Acosta    | 18   | Lanús           |
|         | Juan Carlos Carone | 17   | Vélez Sarsfield |
|         | Aníbal Tarabini    | 16   | Independiente   |
|         | Adolfo Bielli      | 11   | Rosario Central |
|         | Oscar López        | 11   | Gimnasia (LP)   |
|         | Alfredo Obberti    | 11   | Huracán         |